# アレックス・マッシ
アレックス・マッシ（Alex Masi、1969年5月14日 - ）は、イタリアのギタリストである。

## 略歴
アレックス・マッシはヴェネツィアで生まれ、ヴェローナの音楽院で学んだ。1984年にヘヴィロック・バンドの「Dark Lord」を結成し、2枚のEPをレコーディングした。1980年代初頭、マッシは一時的にロンドンに移り、NWOBHMシーンで複数のミュージシャンと共演した。
Dark Lordとともに、1986年までメタル・ブレイド・レコーズに招かれ、ロサンゼルスに移り「Sound Barrier」というバンドに参加するまで、いくつかのメジャーなライブでオープニング・アクトとしてツアーを行った。彼は後に「マッシ」と呼ばれるようになる自身のバンドを結成した。「マッシ」名義のファースト・アルバムは『Fire in the Rain』と呼ばれ、シングル「Fire in the Rain」がフィーチャーされていた。「マッシ」名義でより成功を収めることとなったセカンド・アルバムは『Downtown Dreamers』というタイトルで、数か月間、MTVでヘビー・ローテーションを続け、『VH1 Classics』でローテーションを続けているヒット・シングル「God Promised a Paradise」をフィーチャーしていた。彼自身の名義による最初のソロ・アルバムは『アタック・オブ・ネオン・シャーク』で、グラミー賞の最優秀インストゥルメンタル・ロック・アルバムにノミネートされた。セカンド・ソロ・アルバムは『Vertical Invader』と呼ばれ、ドラマーのジョン・マカルーソとマッシだけをフィーチャーしていた。
1998年にマッシは、『イン・ザ・ネーム・オヴ・バッハ』のタイトルが付いた、歴史上最も有名な3人のクラシック・ミュージシャン（バッハ、モーツァルト、ベートーヴェン）に捧げられた三部作の最初のアルバムを発表した。これに『In the Name of Mozart』『In the Name of Beethoven』が続いた。同じ頃、バンド「マッシ」としての最後のアルバム『エターナル・ストラッグル』をリリースした。2006年には、ソロ・アルバム『Late Nights at Desert Rimrock』を発表。2011年には、激しいギター・ワークに関連するエレクトロニカの要素をフィーチャーした最初のソロ・インストゥルメンタル・アルバムがリリースされた。アルバム『Theory of Everything』はライオン・ミュージックを通じてリリースされ、シングル「Ladies of the House」をフィーチャーしていた。その後、2103年にエレクトロニカの影響を強く取り入れた2枚目のアルバムは、Grooveyard Recordsからリリースされた『Danger Zone』という作品となった。
また、アレックス・マッシのプロダクションに強く関連しているのは、略称「MCM」名義でリリースされた2枚のアルバムで、ドラムにはジョン・マカルーソ、ベースには故ランディ・コーヴェンがフィーチャーされている。最初のアルバム『Ritual Factory』は、中米ツアーの成功後にレコーディングしリリースされ、次のリリース『1900: Hard Times』は、米国およびヨーロッパ・ツアーにてライブ録音された。
アレックス・マッシは、クリス・エイブル、カーマイン・アピス、アラン・ホールズワース、ジョン・マカルーソ、ランディ・コーヴェン、レイ・ギラン、クロード・キング、スティーヴ・ベイリー、フランキー・バネリ、ショーン・レイン、ジョセフ・ウィリアムズ、ロビン・マッコーリー、ケン・テンプリン、ルディ・サーゾ、ジェフ・ピルソン、ブリアム・マクドナルド、ジェフ・スコット・ソート、マーク・フリー、マーク・ボールズなどとスタジオでコラボレーションしたり、ライブを行っている。
カリフォルニア州ロサンゼルス在住。

## ディスコグラフィ

### ソロ・アルバム
- 『アタック・オブ・ネオン・シャーク』 - Attack of the Neon Shark (1989年)
- Vertical Invader (1990年)
- 『テイルズ・フロム・ザ・ノース』 - Tales from the North (1995年)
- 『イン・ザ・ネーム・オヴ・バッハ』 - In the Name of Bach (1999年)
- Steel String Bach (2000年)
- In the Name of Mozart (2004年)
- In the Name of Beethoven (2005年)
- Late Nights at Desert's Rimrock (2006年)
- Theory of Everything (2010年)
- Danger Zone (2013年)

### マッシ
- Fire in the Rain (1987年)
- Downtown Dreamers (1988年)
- 『ザ・ウォッチャー』 - The Watcher (1997年)
- 『エターナル・ストラッグル』 - Eternal Struggle (2001年)

### Dark Lord
- Dark Lord (1983年) ※EP
- State of Rock (1985年) ※EP

### Condition Red
- Condition Red (2000年)
- Condition Red II (2003年)

### MCM（with ジョン・マカルーソ、ランディ・コーヴェン）
- Ritual Factory (2004年)
- 1900: Hard Times (2007年) ※ライブ